# Operation Northern Watch

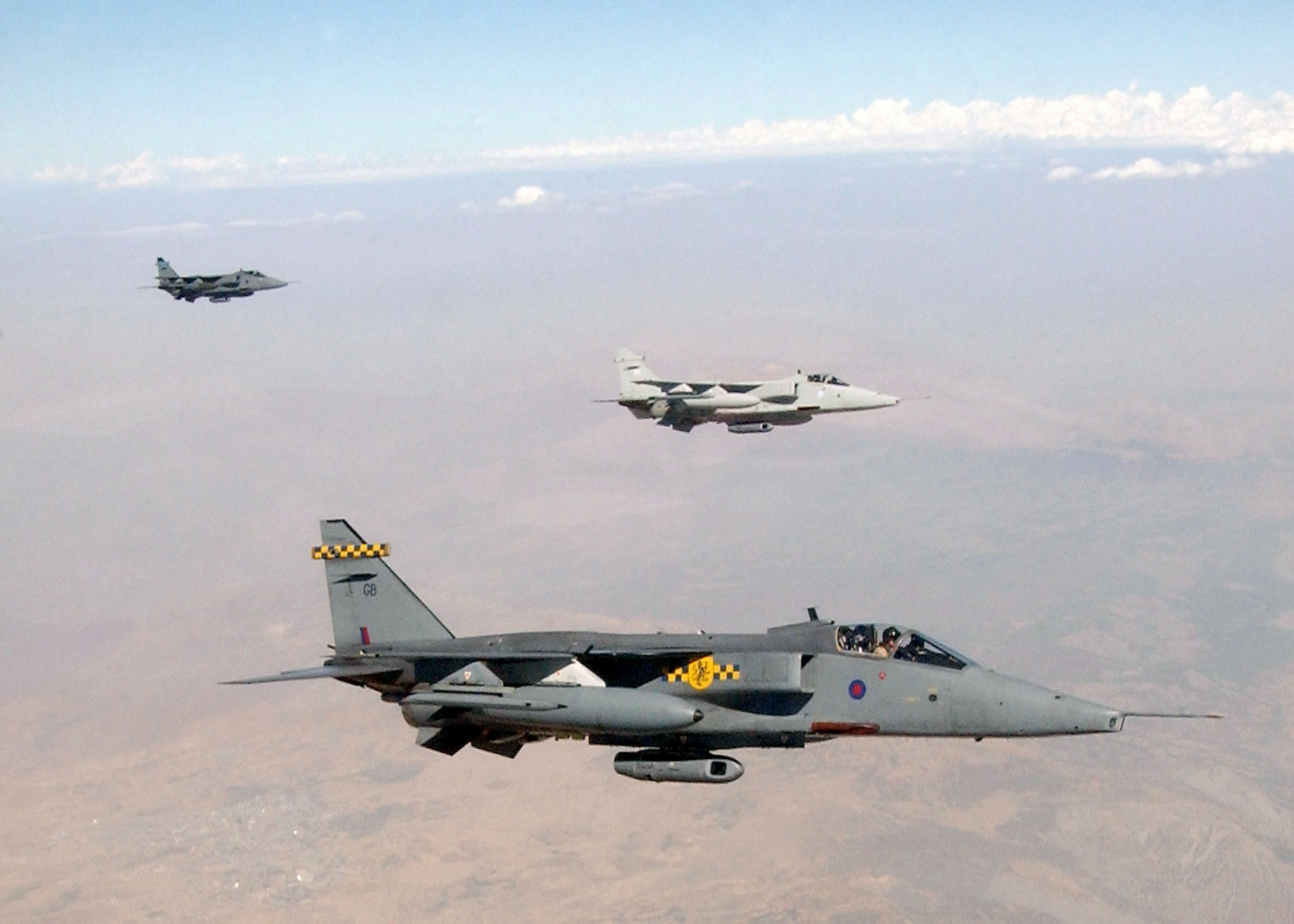
Drei SEPECAT Jaguar GR3A Kampfflugzeuge des No. 54 Squadron der Royal Air Force während der Operation Northern Watch (2002)

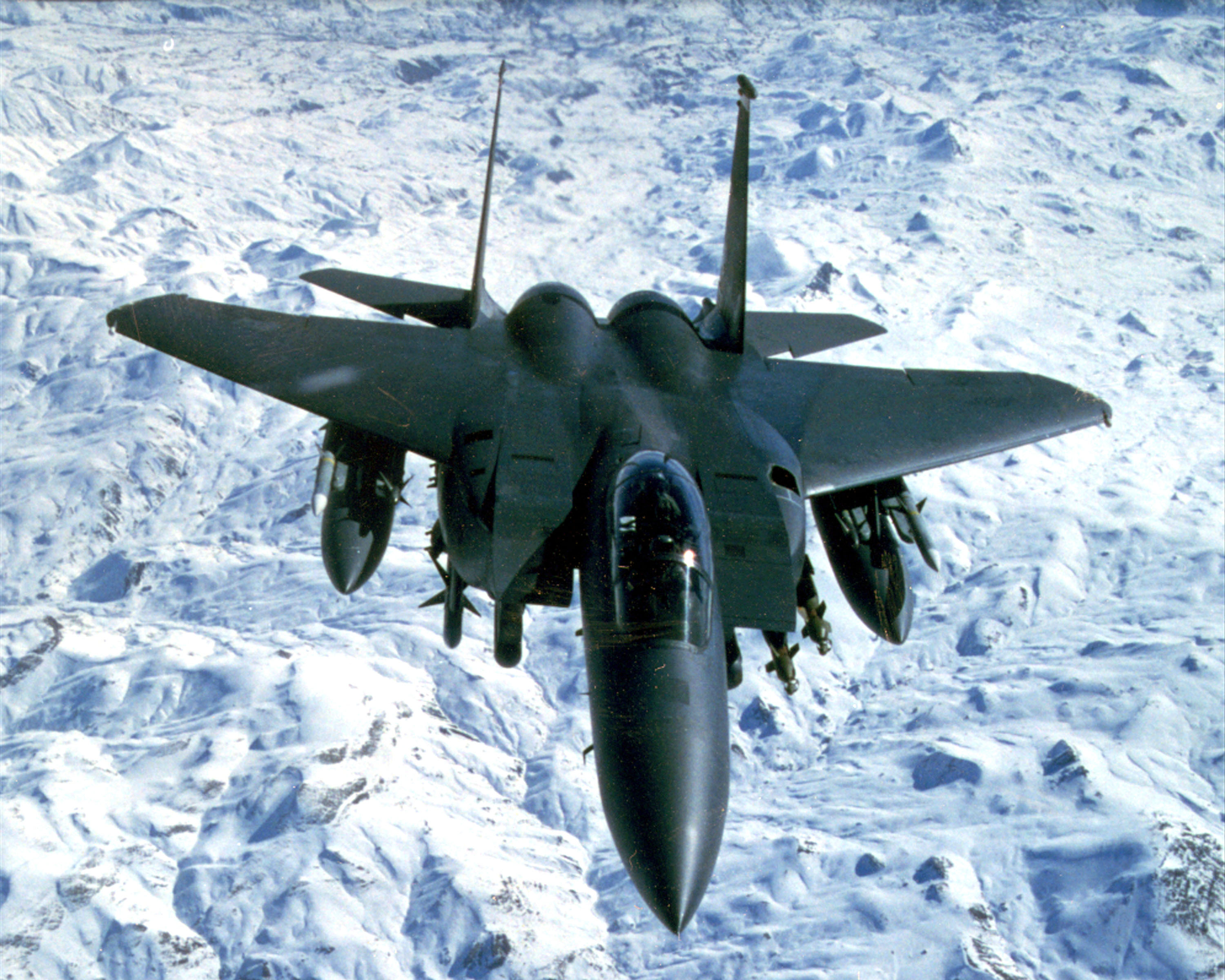
Ein US-amerikanisches Kampfflugzeug vom Typ F-15E über dem Nordirak während der Operation Northern Watch (1999)

Die Operation Northern Watch (ONW) war eine Operation einer Combined Task Force (CTF) zur Durchsetzung einer Flugverbotszone im Irak nördlich des 36. Breitengrades. Es waren Streitkräfte der Vereinigten Staaten, des Vereinigten Königreichs und der Türkei beteiligt. Ziel war der Schutz der kurdischen Bevölkerung in dem Gebiet vor Angriffen der Irakischen Luftwaffe gemäß der Resolution 678, der Resolution 687 und der Resolution 688 des Sicherheitsrates der Vereinten Nationen.
Die multinationale Operation begann am 1. Januar 1997 und endete am 17. März 2003. Das Hauptquartier der Operation befand sich auf der Incirlik Air Base in der Türkei. Während des Operationszeitraums kam es zu mehreren Zwischenfällen mit der irakischen Luftabwehr. In mehreren Fällen wurden irakische Radarstationen, Flugabwehrgeschütze und Flugabwehrraketenstellungen mit Luft-Boden-Raketen vom Typ AGM-88 HARM und Präzisionsbomben vom Typ Paveway bekämpft und zerstört. Unter anderem zerstörte am 7. Januar 1999 eine US-amerikanische F-16C/J mit einer HARM-Rakete nahe Mossul ein irakisches Flugabwehrraketensystem vom Typ Roland und am 11. Januar 1999 zerstören zwei F-15E ein Flugabwehrraketensystem 2K12 „Quadrat“ (SA-6 Gainful) mit Präzisionsbomben.
Rund 1.400 Soldaten nahmen laufend an der Operation teil. Eingesetzt wurden rund 45 Flugzeuge verschiedener Typen: 
USA
- AWACS-Luftaufklärer E-3A Sentry
- Luftüberlegenheitsjäger F-15C Eagle
- Mehrzweckkampfflugzeug F-15E Strike Eagle
- Mehrzweckkampfflugzeug F-16CJ Falcon
- Eloka-Flugzeug EA-6B Prowler und
- Tankflugzeug KC-135 Stratotanker
- SAR-Flugzeug HC-130 Hercules
- Transportflugzeug C-12 Huron sowie
- MedEvac-Hubschrauber vom Typ HH-60 Pave Hawk

Vereinigtes Königreich
- Jagdbomber Jaguar GR-1, Jaguar GR3A
- Tankflugzeug VC-10 Refueler

Türkei
- Mehrzweckkampfflugzeug F-16C Falcon
- Abfangjäger F-4E Phantom II
- Tankflugzeug KC-135 Stratotanker

Das Gegenstück zur Operation Northern Watch war die Operation Southern Watch im Süden des Irak.